# 髙橋淳
髙橋 淳（たかはし じゅん）は、日本の経産官僚。内閣官房内閣審議官兼まち・ひと・しごと創生本部事務局次長や、経済産業省中部経済産業局長等を歴任した。

## 人物・経歴
1988年東京大学法学部卒業、通商産業省入省。2006年経済産業省経済産業政策局経済社会政策室長。2010年経済産業省商務情報政策局商務流通グループ消費経済政策課長。2011年経済産業省商務情報政策局情報処理振興課長。2012年内閣府政策統括官（経済財政運営担当）付参事官（産業・雇用担当）。
2014年経済産業省大臣官房参事官（商務流通保安グループ担当）。2015年経済産業省経済産業政策局地域経済産業政策課長。2016年内閣官房内閣審議官（内閣官房副長官補付）、内閣官房まち・ひと・しごと創生本部事務局次長。2018年経済産業省地域経済産業政策統括調整官。同年中部経済産業局長。2020年退任。